# 안천면
안천면(顔川面)은 전북특별자치도 진안군의 면이다.

## 개요
안천면의 위치는 진안군의 북동쪽 20km지점에 있으며 동쪽은 지장산(723m), 쌍교봉(629m), 형제봉(579m) 등을 경계로 무주군 부남면과 접하고, 북서쪽은 금강을 사이에 두고 용담면과 마주하며, 서쪽은 정천면, 남쪽은 상전면·동향면과 이어진다. 지세는 남북으로 길게 뻗어 있으며 무주방향으로 국도 제30호선과 용담, 동향면 방향으로 국도 제13호선이 통과하고 있으며 2001년 용담댐 건설로 인해 용담호가 생기면서 삼락리 대부분과 노성리, 신괴리 일부분이 수물되었다. 산업은 고소득 작물인 머루, 영지버섯, 포도 등의 과수와 축산으로 변화되어 가고 있다.

## 행정 구역
- 노성리
- 백화리
- 삼락리
- 신괴리